# Mille gru
Mille gru è un romanzo dello scrittore giapponese Kawabata Yasunari, pubblicato a puntate su varie riviste tra il 1949 e il 1952.
È il romanzo giapponese che più ha contribuito a formare in Occidente l'immagine convenzionale e oleografica spesso associata all'autore.

## Trama
Mille gru
Una donna di nome Kurimoto Chikako invita il giovane Mitani Kikuji a una cerimonia del tè in un padiglione del tempio Engakuji di Kamakura, con l'intento esplicito di fargli conoscere una ragazza in cerca di marito. Chikako, per anni al servizio del padre e per un breve periodo anche sua amante, da sempre provoca repulsione nel giovane, che ne associa l'immagine al ricordo della grossa, ripugnante voglia che ne deturpa in parte il seno, intravista durante l'infanzia.
Tra le donne presenti alla cerimonia, della quale il padre di Kikuji era un cultore appassionato, ritrova la bella ragazza con il furoshiki con il motivo mille gru bianco su fondo rosa, nella quale si era poco prima imbattuto all'esterno.  Si chiama Inamura Yukiko, e scopre che è lei la giovane per la quale la padrona di casa ha organizzato l'incontro. Alla cerimonia però è anche presente, autoinvitatasi, la signora Ota, che è stata l'ultima amante di suo padre dopo Chikako. La donna, venuta insieme alla figlia Fumiko, lo aspetta all'uscita dalla sala perché ha bisogno di parlargli; ancora avvenente e adusa alla frequentazione degli uomini, fa in modo che il giovane la porti con sé in una stanza di una locanda poco lontano.
I boschetti al tramonto
Venuta a sapere della relazione tra i due, Fumiko, la figlia della signora Ota, prega Kikuji di non cercare più sua madre e alla madre impedisce di mettersi in contatto con lui. Il giovane capisce che la ragazza ha ragione.
Il giorno dell'anniversario in cui il signor Mitani era solito organizzare una cerimonia per gli amici, l'intrigante Chikako si introduce a casa di Kikuji e organizza un tè solo per lui e la giovane Yukiko, che secondo i piani si presenta poco dopo; il semplice fatto che quest'ultima accetti l'invito con un così breve preavviso non lascia dubbi sulle sue intenzioni.
La signora Ota si presenta una notte a casa di Kijuji, dimagrita e sofferente. È sfuggita al controllo della figlia, che le impedisce di vederlo, ma lei ne fa una malattia. Il giorno dopo il giovane viene contattato da Ota Fumiko: sua madre è morta, e lui capisce che si è tolta la vita incapace di reggere la situazione.
Il bricco dipinto
Tra Kikuji e Ota Fumiko si instaura una triste complicità: sono i soli a sapere che la madre della ragazza si è tolta la vita. Fumiko è affranta per la relazione della madre con il signor Mitani, come pure dal recente comportamento nei confronti di Kikuji. Il ricordo della donna rimane persistente nella memoria del ragazzo. Fumiko gli regala un raffinato bricco di ceramica per la cerimonia del tè appartenuta alla madre, dal momento che lei non è più interessata al rito tradizionale.
Chikako intanto continua a insistere presso Kikuji per il matrimonio con la bella Inamura.
Il rossetto della madre
Sentita al telefono Fumiko, in profonda crisi dopo la scomparsa della madre, Kikuji la invita a fargli visita, ma la ragazza declina. Ha venduto la casa e si è trasferita a vivere presso conoscenti. L'intrigante Chikako continua a comportarsi da padrona a casa del ragazzo, come se volesse prendersi la rivincita per il fatto che suo padre le avesse preferito, nell'ultima parte della vita, la signora Ota. La ripugnanza di Kikuji nei confronti della donna è rappresentata dal ribrezzo che gli ispira il ricordo della grossa voglia sul seno.
Secondo Chikako, la morte della Ota, in merito alla quale anche lei è arrivata a sospettare il suicidio, è un estremo stratagemma per impedire il matrimonio del ragazzo con Inamura Yukiko. Insolentito dalla sua invadenza, Kikuji le comunica che non è intenzionato a sposare la ragazza.
La stella
Chikako telefona a Kikuji per fargli sapere che le due ragazze, Yukiko e Fumiko, si sono sposate a brevissima distanza una dall'altra. Il ricordo della signora Ota permane nel ragazzo, simboleggiato da una tazza di ceramica antica, sul bordo della quale un'ombra di rosso è forse traccia delle labbra della donna.
Un giorno Kikuji riceve in ufficio una telefonata di Fumiko, che smentisce nettamente di essersi sposata ed è indignata con Chikako. Kikuji la invita a casa sua. La ragazza è molto triste e pretende che il suo ospite le lasci distruggere la tazza macchiata di rossetto. È evidente che soffre per lui, ma Kikuji è indeciso e titubante come al solito. Quando finalmente la cerca all'indirizzo che ha avuto da lei, viene a sapere che Fumiko è partita per sempre. A questo punto, delle donne della sua vita non gli rimane intorno che la sgradevole Chikako.

## Personaggi
- Mitani Kikuji, 25 anni, giovane impiegato.
- Kurimoto Chikako, donna di mezza età, ex amante del padre di Kikuji; ha una grossa voglia sul torace e sul seno.
- Inamura Yukiko, la ragazza dal furoshiki mille gru che viene fatta incontrare con Kikuji.
- signora Ota, 45 anni, è stata l'ultima amante del signor Mitani.
- Ota Fumiko, figlia della signora Ota.

## Critica
La cerimonia del tè è l'argomento principale del romanzo, ma è un'ironia che abbia potuto contribuire alla fama nel mondo di questo antico rito sociale giapponese, come precisa l'autore stesso:
(Kawabata Yasunari)
L'intento demistificatore non dovrebbe sorprendere, dal momento che fino dall'incipit quella che dovrebbe essere la “sacerdotessa” della cerimonia (Chikako) ci viene presentata sciatta, seminuda e con uno sgradevole difetto fisico. Tuttavia, se malgrado l'intento dell'autore il romanzo è diventato la bandiera di un'idea di “bellezza giapponese” è perché comunque la evoca costantemente attraverso una serie di oggetti: il furoshiki, il bricco di ceramica, le tazze pregiate; si tratta esattamente dello stesso concetto di importanza dell'oggetto connaturato alla cerimonia del tè.
I cinque capitoli che compongono il romanzo furono pubblicati nell’arco di tre anni su diverse riviste:
- Mille gru, su Yominomono jiji bessatsu n. 3, maggio 1949
- I boschetti al tramonto, su Bessatsu bungei shunjū n. 12, agosto 1949
- Il bricco dipinto, su Shōsetsu kōen n. 24, ottobre 1951
- Il rossetto della madre, su Shōsetsu kōen I n. 8 e 9, novembre e dicembre 1950
- La stella, su Bessatsu bungei shunjū n. 24, ottobre 1951.

Il romanzo intero fu pubblicato in volume per la prima volta nel 1952 dall’editore Chikuma Shobō insieme ai primi sei capitoli del successivo romanzo Il suono della montagna, in due diverse edizioni: in quella di febbraio mancava l’ultimo capitolo, La stella, inserito nell’edizione di agosto.

## Edizioni
- Mille gru, trad. di Mario Teti, Milano: Mondadori, 1965
- Mille gru, trad. di Mario Teti, introduzione di Cristina Ceci, Milano: Mondadori, 1990 ISBN 88-04-34080-0
- Romanzi e racconti, a cura di Giorgio Amitrano, Mondadori ("I Meridiani"), 1993, ISBN 978-88-04-50320-0
- Mille gru, trad. di Mario Teti, introduzione di Cristina Ceci, Milano: SE, 1994 ISBN 88-7710-302-7
- Mille gru, trad. di Mario Teti, introduzione di Cristina Ceci, Milano: SE, 2002 ISBN 88-7710-534-8